# Шапошников, Алексей Александрович (государственный деятель)
Алексей Александрович Шапошников (14 октября 1909, с. Иванчуг, Астраханский уезд, Астраханская губерния, Российская империя — 27 мая 1981, Астрахань, РСФСР) — советский партийный и государственный деятель, председатель Астраханского облисполкома (1952—1953).

## Биография
Член ВКП(б) с 1931 г. Обучался в Московской Промышленной Академии, в 1952 г. окончил Высшую партийную школу при ЦК ВКП(б).
- 1929—1937 гг. — на профсоюзной работе,
- 1937 г. — заместитель председателя Сталинградского областного Совета профсоюзов,
- 1937—1938 гг. — заведующий Астраханским окружным отделом здравоохранения,
- 1938—1940 гг. — заместитель председателя Астррыбколхозсоюза,
- 1941—1944 гг. — заместитель секретаря Астраханского окружного комитета ВКП(б) по рыбной и пищевой промышленности,
- 1947—1949 гг. — секретарь Астраханского областного комитета ВКП(б) по кадрам,
- 1952—1953 гг. — председатель исполнительного комитета Астраханского областного Совета,
- 1953—1963 гг. — второй секретарь Астраханского областного комитета КПСС,
- 1963—1964 гг. — заместитель председателя СНХ Астраханского экономического административного района,
- 1964—1977 гг. — начальник главного управления рыбного хозяйства Каспийского бассейна.

Избирался депутатом Верховного Совета РСФСР IV и V созывов, депутатом Астраханского областного совета депутатов (1963—1977), делегатом XIX, XXIII, XXIV съездов КПСС.

## Награды и звания
Награждён орденами Ленина (1963), Трудового Красного Знамени (1945) и «Знак Почёта» (1974).